# Фелікс Сесумага
Фелікс Сесумага Угарте (ісп. Félix Sesúmaga Ugarte, 12 жовтня 1898, Лейоа, Країна Басків, Іспанія — 23 серпня 1925) — іспанський футболіст, що грав на позиції півзахисника.
Виступав, зокрема, за клуб «Барселона», а також національну збірну Іспанії.
Дворазовий володар Кубка Іспанії.

## Клубна кар'єра
У дорослому футболі дебютував 1914 року виступами за команду клубу «Аренас» (Гечо), в якій провів чотири сезони.
Своєю грою за цю команду привернув увагу представників тренерського штабу клубу «Барселона», до складу якого приєднався 1919 року. Відіграв за каталонський клуб наступні три сезони своєї ігрової кар'єри. За цей час виборов титул володаря Кубка Іспанії.
Згодом з 1921 по 1923 рік грав у складі команд клубів «Расінг» (Сама, Лангрео) та «Атлетік» (Більбао). Протягом цих років додав до переліку своїх трофеїв ще один титул володаря Кубка Іспанії.
Завершив професійну ігрову кар'єру у клубі «Аренас» (Гечо), у складі якого вже виступав раніше. Прийшов до команди 1923 року, захищав її кольори до припинення виступів на професійному рівні у 1925.

## Виступи за збірну
1920 року дебютував в офіційних матчах у складі національної збірної Іспанії. Протягом кар'єри у національній команді, яка тривала 4 роки, провів у формі головної команди країни 8 матчів, забивши 4 голи.

## Досягнення
- Володар Кубка Іспанії (3):

«Аренас»: 1919
«Барселона»: 1920
«Атлетік»: 1923
- Срібний олімпійський призер: 1920